# Semallé

Semallé este o comună în departamentul Orne, Franța. În 1 ianuarie 2022 avea o populație de 364 de locuitori.